# Sneha Ullal

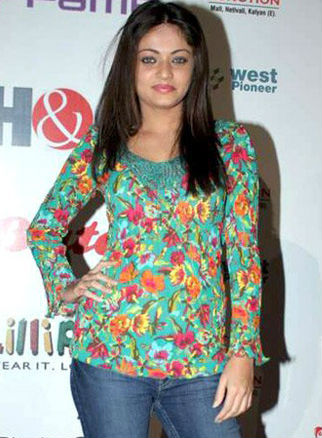
Sneha Ullal (2012)

Sneha Ullal (Hindi: स्नेहा उल्लाल, Snehā Ullāl; * 18. Dezember 1987 in Maskat, Oman) ist eine indische Bollywoodschauspielerin.

## Biografie
Sie wurde durch ihren ersten Film Lucky bekannt, in dem Salman Khan die männliche Hauptrolle spielte. Er hat sie auch entdeckt: Sie ging auf das MMK College in Mumbai zusammen mit Salman Khans jüngerer Schwester Arpita Khan, die ihrem Bruder von Ullal erzählte. Die indischen Medien brachten sie vor allem durch ihre Ähnlichkeit mit Miss World Aishwarya Rai zum Ruhm.
Ihr erster Film, Lucky, war ein großer Erfolg. In ihrem zweiten Projekt, Aryan, spielte sie mit Sohail Khan, der Salman Khans jüngerer Bruder ist und Lucky produziert hat.

## Filmografie (Auswahl)
- 2005: Lucky
- 2006: Aryan
- 2007: Gandhi Park
- 2007: Jaane Bhi Do Yaaron (Gastauftritt)
- 2008: Ullasamga Utsahamga
- 2008: Nenu Meeku Telusa...?
- 2008: King (Gastauftritt)
- 2009: Kaashh … Mere Hote
- 2009: Ennai Teriyuma
- 2009: Current
- 2010: Click